# Asediile cetății Chilia

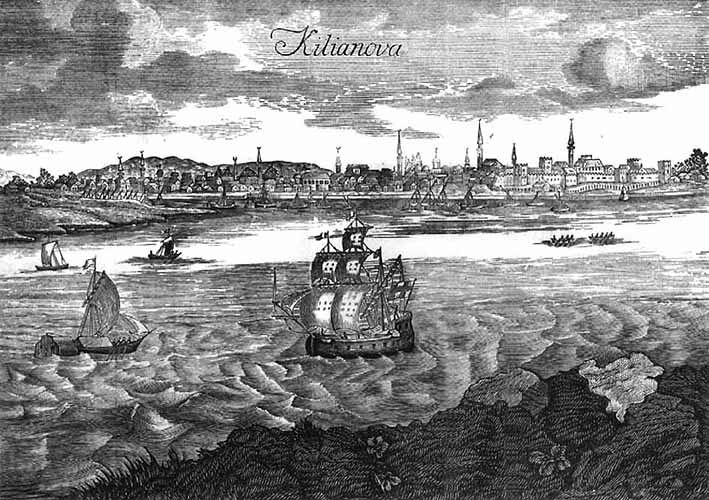
Portul Chilia (sec. XV)

În secolul XV, cetatea Chilia, un important centru economic și strategic al vremii, a fost obiect de dispută între puterile din regiune. 
Cetatea a fost asediată de două ori de Ștefan cel Mare, prima oară în 1462 și a doua oară în 1465. Ulterior, în 1484, cetatea este cucerită de sultanul turc Baiazid al II-lea.

## Contextul asediilor
Pe la mijlocul secolului XIV, la Chilia este atestată o intensă activitate comercială. De aici se exportau spre capitala Imperiului bizantin mari cantități de grâu, miere, ceară, vin, sare, pește și alte produse. In plus, cetatea Chilia juca si un mare rol strategico-militar la Dunărea de Jos.
La sfârșitul secolului XIV, Mircea cel Bătrân extinde teritoriul Țării Românești până la Marea Neagră, Chilia intrând, astfel, în componența statului muntean.
La scurt timp, în 1426, domnul Moldovei Alexandru cel Bun pune stăpânire pe cetate, profitând de situația grea în care se află domnul Țării Românești Dan al II-lea.
Peste două decenii, în 1448, Petru al II-lea al Moldovei cedează cetatea Chilia lui Iancu de Hunedoara, care îl ajutase în lupta împotriva lui Roman al II-lea pentru recâștigarea domniei.

## Primul asediu al lui Ștefan cel Mare (1462)
În 1447-1448 domnul Moldovei, Petru al II-lea, a cedat cetatea Chilia lui Iancu de Hunedoara, guvernatorul Ungariei. De atunci până în 1465, cetatea a fost apărată de o garnizoană regală maghiară. Stăpânirea maghiară asupra Chiliei a fost confirmată de Bogdan al II-lea, tatăl viitorului domn Ștefan cel Mare, precum și de Alexandru și Petru Aron. Cetatea Chilia a fost mărul discordiei între Ștefan cel Mare și Vlad Țepeș, vasal al Coroanei maghiare. Domnul Moldovei s-a străduit să redobândească Chilia. Cel puțin din toamna anului 1460 conflictul dintre Ștefan și Vlad era deschis: sașii brașoveni îi promiteau lui Vlad o oaste de 4.000 de soldați împotriva turcilor sau a Moldovei.
În timp ce domnul Țării Românești s-a implicat total în cruciada antiotomană planificată de Congresul de la Mantova, Ștefan cel Mare a aderat la pacea dintre Polonia și Imperiul Otoman. Încă din ianuarie 1462 sunt menționate lupte la hotarele dintre cele două țări, ceea ce periclita comerțul în zonă. Conform cronicarului Laonic Chalcocondil, Ștefan cel Mare a colaborat cu flota otomană la asedierea Chiliei, în 22 iunie 1462. După eșecul asediului, în care chiar domnitorul Moldovei a căpătat o rană care-l va chinui până la sfârșitul vieții, oastea moldoveană a intrat să jefuiască în Țara Românească, dar a fost oprită de Vlad Țepeș.

## Cel de-al doilea asediu al lui Ștefan cel Mare (1465)
La doi ani și jumătate de la eșec, în ianuarie 1465, după un asediu de o zi (24 ianuarie), Ștefan cel Mare cucerește cetatea Chiliei. Domnitorul îl numește pe Isaia, cumnatul său, pârcălab al cetății.
„Vă leatul 6973 [1465] meseța ghenarie 23, adunându Ștefan vodă multă oaste de țară, vrându să rascumpere cetățile carile le luase păgânii de la alți domni, pogorât-au cu toată puterea sa spre cetatea Chiliei. Și sosindu la cetate miercuri spre joi, la miază-noapte, au încunjurat cetatea. Însa joi nu s-au apucat de harțu, iară vineri dins-de-dimineață au început a bate cetatea și așa toată ziua s-au hărțuit până în seară. Iară sâmbătă se inchinară cei din cetate și intră Ștefan vodă în cetatea Chiliei. Și acolo petrecând trei zile veselindu-să, laudându pre Dumnezeu, îmblânzea oamenii în cetate. Decea și la Cetatea Albă au tras și multă năvală făcându, dobândi și Cetatea Albă. Și așa amandoao cetățile cu multă moarte și peire de ai săi le dobândi, carile întărindu-le cu bucate și cu slujitori, au lăsat pre Isaia și pre Buhtea pârcălabi, ca să le grijască, iară el s-au întorsu la scaunul său la Suceava.
Iară în al zecilea an a domnii sale, în anii 6974 [1466], iulie 10, au început a zidi mănăstirea Putna, spre slava lui Dumnezeu și a Preacuratii Maicii Fecioarii Mariei.”—Grigore Ureche, Letopisețul Țării Moldovei
Pentru îmbunătățirea sistemului de apărare, în vara lui 1479, Ștefan cel Mare reconstruiește cetatea Chilia pe malul stâng al Dunării (cetatea Chilia Nouă). La lucrări participă 800 de zidari și 17.000 de ajutoare.

## Asediul turcesc (1484)
În 1484 are loc campania sultanului Baiazid al II-lea în Moldova cu efective de peste 60.000 de soldati. Pe 6 iulie 1484 începe asediul cetății Chilia, apărată de 400 moldoveni conduși de pârcălabii Ivanco și Maxim. După opt zile cetatea este cucerită de invadatori (14 iulie).

## Perioada ulterioara
Cetatea Chilia este stăpânită de otomani până în 1812, când, odată cu cedarea Basarabiei (partea de est a Moldovei, cuprinsă între Prut și Nistru) în urma războiului turco-rus dintre anii 1806-1812, către Imperiul Țarist, urmează destinul provinciei respective, cu excepția perioadei 1856-1878, când Basarabia de sud este reîntoarsă Moldovei (după Unirea din 1859, în componența României).

## Cetatea Chilia în prezent
Urmele vechii cetăți pot fi văzute în localitatea Chilia din regiunea Odessa, Ucraina. Cetatea este în ruine, complet abandonată de autoritățile din Ucraina ca urmare a raptului teritorial al Basarabiei de către Uniunea Sovietică și cedarea teritoriului către RSS Ucraina în scopul distrugerii sentimentului național românesc.  
În prezent din cetate nu a mai rămas decât un turn (aparent, capela cetății) care se află pe teritoriul privat al unei întreprinderi industriale.